# Ilse Caro
Ilse Caro fue una atleta argentina nacida en Alemania que se especializaba en lanzamiento de jabalina. Con un lanzamiento de 34,17 metros, consiguió una medalla de plata en dicha disciplina en el Campeonato Sudamericano de Atletismo de 1943, celebrado en Santiago de Chile, donde fue superada por la local Edith Klempau.
Dos años antes, en el Campeonato Sudamericano de Atletismo de 1941 celebrado en Buenos Aires, ya había competido en la misma disciplina, en la que terminó cuarta.
Su hermana Ruth Caro, también atleta, salió primera en esa ocasión. Ambas nacieron en la República de Weimar y debido al posterior contexto general del nazismo, y a que ninguna de las dos podría participar de los Juegos Olímpicos de 1936 por su condición de judías, terminaron exiliándose.
En 1946 emigró a los Estados Unidos junto a su hermana. Vivieron en Toms River, Nueva Jersey.